# Albertfalva
Albertfalva est un quartier de Budapest situé dans le 11e arrondissement.